# دریای فیلیپین
دریای فیلیپین (به انگلیسی: Philippine Sea) به قسمت غربی اقیانوس آرام گفته می‌شود. این دریا کشورهای ژاپن و تایوان و فیلیپین و میکرونزی را احاطه کرده‌است. آخرین نامگذاری بر روی قسمتهای مختلف اقیانوس آرام در سال ۱۹۵۲ میلادی صورت گرفته‌است.